# Doloplazy u Olomouce
Doloplazy (dt. Doloplas, auch Dolloplas) ist eine Gemeinde mit etwa 1313 Einwohnern im Okres Olomouc, Tschechien. Sie liegt zwischen Olomouc und Lipník nad Bečvou.

## Geschichte
Eine erste schriftliche Erwähnung stammt aus dem Jahr 1228. Im Jahre 1234 erkaufte das Kloster Velehrad vom Langheimer Abte das Dorf Dolopas. Im Jahr 1322 bestätigte Herzog Nikolaus II. von Troppau die dem Kloster Velehrad von seinen Vorfahren gemachte Schenkung von vier Lahnen Acker in dem Dorf Doloplazy. Unter Jakob, dem 18. Abt von Kloster Velehrad, wurde 1397 das Dorf Doloplazy an Wenzel von Dolopas um 200 Mark abgelassen.
Im Jahre 1527 verkaufte Getrich Podstatzky von Prusinowitz das Dorf an Georg Zabka vom Limberg, dem damals das nahegelegene Gut Tršice/Trschitz gehörte. Um das Jahr 1750 gehörte das Dorf einem Herrn von Buntsch und nach dem Christian Alex von Bunsch übernahm es im Jahre 1765 der Graf Franz Anton Korzenský von Tereschau.

## Söhne und Töchter des Ortes
- Jan Pavel (1946–2010), Komponist, Dirigent und Musikpädagoge